# Pháo 3,7 cm KPÚV vz. 34
Pháo 3,7 cm KPÚV vz. 34(Tiếng Séc: kanón proti útočné vozbě) (Ký hiệu: 3,7 cm PaK 34 (t) trong biên chế của Đức) là một loại pháo chống tăng do tập đoàn Škoda Works của Tiệp Khắc sản xuất. Tên gọi riêng của Škoda cho khẩu pháo này là A3. Người ta không biết liệu những khẩu pháo bị Đức thu giữ sau khi chiếm đóng Bohemia-Moravia có được sử dụng trong Thế chiến II hay không. Slovakia đã giành được 113 khẩu khi nước này tuyên bố độc lập khỏi Tiệp Khắc vào tháng 3 năm 1939.
Khẩu pháo được thiết kế theo yêu cầu của Quân đội Séc là có thể xuyên thủng lớp giáp 30 mm (1,2 in) ở khoảng cách 1.000 m (1.100 yd) vào năm 1934. Nó cũng có thể bắn đạn pháo HE ở tầm bắn tối đa 4.000 m (4.400 yd). Pháo có một tấm chắn nhỏ phía trước và bánh xe được làm bằng gỗ, mặc dù một số được lắp bánh xe khí nén.

## Pháo chống tăng ÚV vz. 34
Khẩu ÚV vz. 34 có thể bắn một viên đạn xuyên giáp 0,815 kg (1,80 lb) với vận tốc 690 m/s (2.300 ft/s). Vz.34 được trang bị như là vũ khí chính của một số xe bọc thép của Séc / Đức.
Biến thể:
T-32 (SID) - Pháo chống tăng của Séc.
LT vz. 34 -Biến thể trên Xe tăng hạng nhẹ của Séc.
LT vz. 35 / Panzer 35 (t) - Biến thể trên Xe Tăng hạng nhẹ của CH Séc / Đức.

## Hiệu suất chiến đấu
| Bảng xuyên giáp    |                  |
| Phạm vi            | Góc tiếp xúc 30° |
| 100 m (110 yd)     | 37 mm (1,5 in)   |
| 500 m (550 yd)     | 31 mm (1,2 in)*  |
| 1.000 m (1.100 yd) | 26 mm (1,0 in)   |
| 1.500 m (1.600 yd) | 22 mm (0,87 in)  |

- Một nguồn khác cho biết khẩu pháo này có khả năng xuyên thủng một tấm giáp dày 45 mm (1,8 in) ở khoảng cách 500 m (550 yd).